# Tomex
- Commons
- Wikispecies

Tomex L. é um gênero  da família Salvadoraceae.

## Sinonímia
- Callicarpa L.

## Espécies
| - Tomex boldo - Tomex bolo - Tomex doshia - Tomex dubia - Tomex glabra - Tomex japonica - Tomex laurina | - Tomex monopetala - Tomex myrrha - Tomex pubescens - Tomex sebifera - Tomex tetranthera - Tomex tomentosa |

- Lista das espécies

## Classificação do gênero
| Sistema | Classificação                      | Referência               |
| ------- | ---------------------------------- | ------------------------ |
| Linné   | Classe Tetrandria, ordem Monogynia | Species plantarum (1753) |